# 4492 Debussy
4492 Debussy è un asteroide della fascia principale. Scoperto nel 1988, presenta un'orbita caratterizzata da un semiasse maggiore pari a 2,7668397 UA e da un'eccentricità di 0,1795961, inclinata di 8,02902° rispetto all'eclittica.